# キノクニスズカケ
キノクニスズカケ Veronicastrum tagawae (Ohwi) Yamazaki は、クガイソウ属の植物。地表を這うように伸び、短い穂状の花序を着ける。紀伊半島南部の固有種。

## 特徴
多年生の草本。ただし春に次の芽が伸び出してから前年の茎が枯れるので、低木に見える。茎は短い毛があり、斜めに立って高さ1-1.5m程度になる。往々に先端が下がって地表に着き、そこから根を出し、新たな芽を出す。
葉は互生、5-10mmの葉柄があり、葉身は厚手で卵形、長さは10-13mm、幅は4-7mm。先端は尾状に伸びて尖り、基部は丸い。縁には平たい三角で先端が尖る鋸歯がある。表面は無毛だが、裏面では脈上に短い毛がある。
花期は9月後半から10月前半で、葉腋から短い円柱状の花序を立てる。花は花序に密につき、花冠は長さ7mmで白い。花冠の先端は浅く4裂し、2本の雄蘂が長く跳び出す。

## 分布と生育環境
紀伊半島南部の固有種であるが、分布域は非常に狭く、古座川中流域と串本町のみから知られる。ただし分布域内では個体数は少なくない。森林内に見られ、谷間の適湿と腐葉土の豊かな場所に見られる。元来は照葉樹林内にあったものであろうが、現在ではスギ植林地内に多く見られる。先端から芽を出す性質から、群生して見られることが多い。

## 歴史
希少種として知られた。山崎はこの類の解説で1976年に最近は『ほとんど見た人がいない、幻の植物』と書いてある由。古くは1848年に畔田翠山が『熊野ホタル草』として図を示してあるのがこれと思われる。学術的な発見は、田川基二が古座川一枚岩周辺で採集したものによると伝えられている。

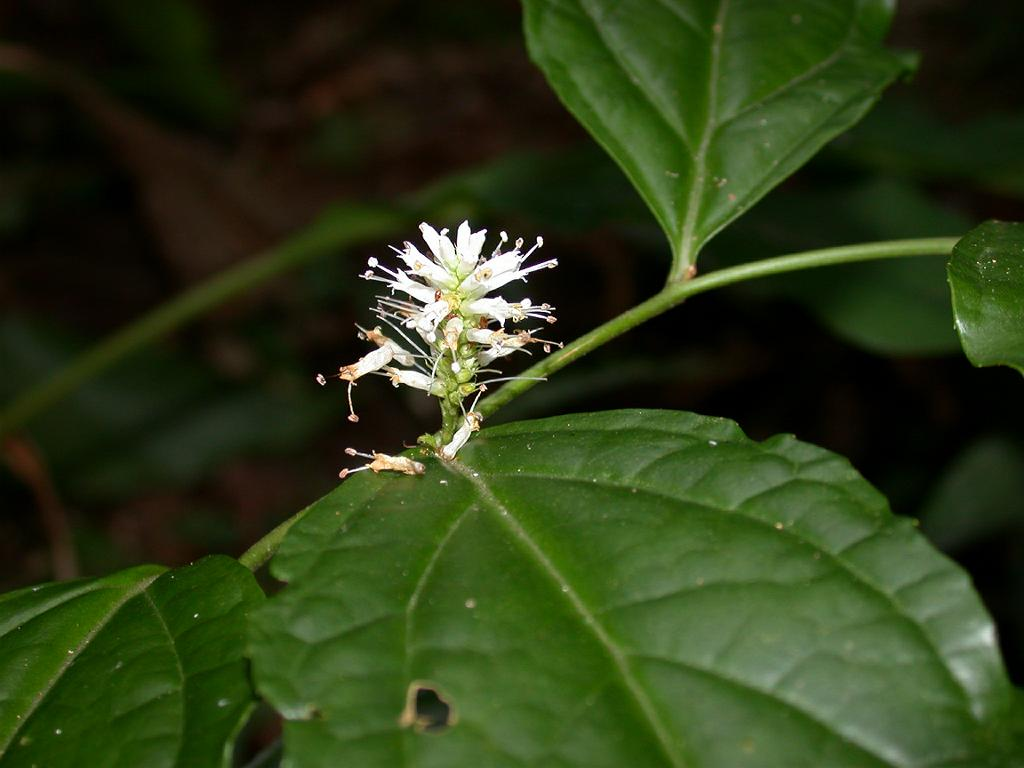
開花中の花序
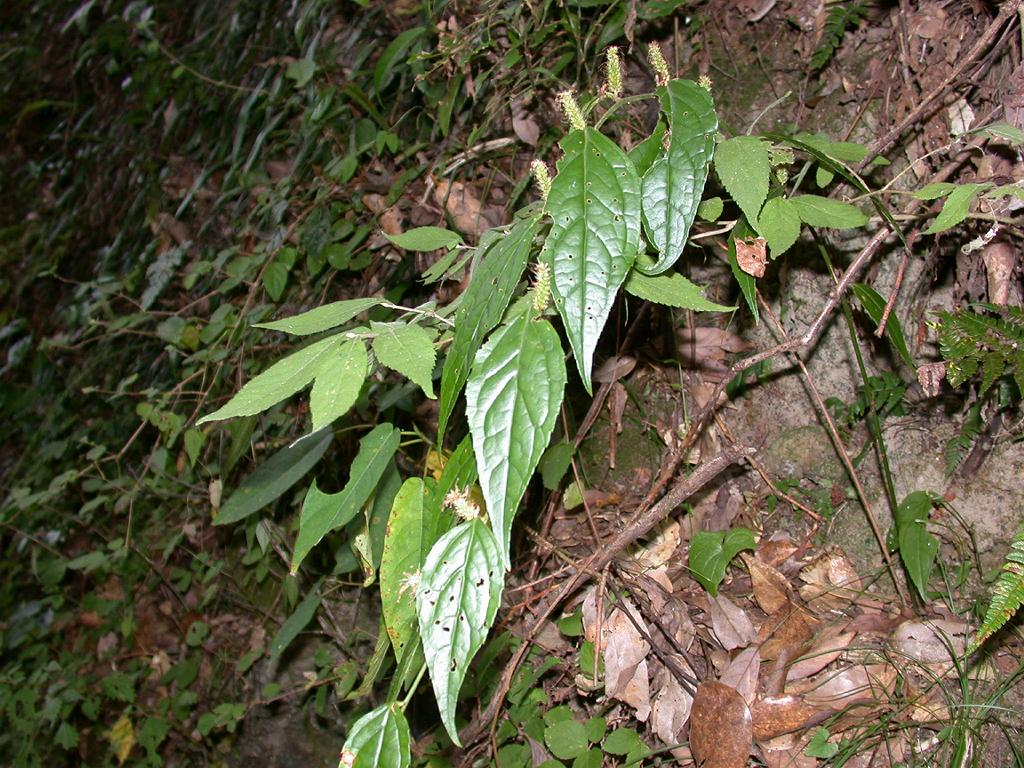
開花後の姿

## 分類
キノクニスズカケは以下の2種と近縁とされる。
- V. axilliare：トラノオスズカケ
- V. villosulum：スズカケソウ
- V. liukiuense：リュウキュウスズカケ

これらはかつてスズカケソウ属 Botryopleurum としたこともあるが、花の形態の特徴などから本属に含められた。ただし、茎の先端から根を下ろすこと、葉が互生すること、花序が腋生である点など他のクガイソウ属のものとははっきりした違いがあり、スズカケソウ節 Sect. Plagiostachys にまとめる。
これら3種はいずれも分布域が狭くてそれぞれ地域の固有種である。さらに、それらが互いに隔離分布になっており（トラノオスズカケが四国南部から九州、スズカケソウが岐阜県の一部、リュウキュウスズカケは奄美大島から沖縄本島まで）、植物地理学的見地や種の分化に関して重要とされる。

## 保護の状態
環境省及び和歌山県では絶滅危II類（VU）としている。減少の原因としては森林伐採と道路改修が挙げられている。